# Selles-Saint-Denis
Pour les articles homonymes, voir Selles et Saint-Denis.
Selles-Saint-Denis est une commune française située dans le département de Loir-et-Cher, en région Centre-Val de Loire.
Localisée à l'est du département, la commune fait partie de la petite région agricole « la Grande Sologne », vaste étendue de bois et de prés aux récoltes médiocres. Avec une superficie de 5 098 ha en 2017, la commune fait partie des 17 communes les plus étendues du département.
L'occupation des sols est marquée par l'importance des espaces agricoles et naturels qui occupent la quasi-totalité du territoire communal. Plusieurs espaces naturels d'intérêt sont présents dans la commune : deux sites natura 2000 et trois zones naturelles d'intérêt écologique, faunistique et floristique (ZNIEFF). En 2010, l'orientation technico-économique de l'agriculture dans la commune est la culture des céréales et des oléoprotéagineux. À l'instar du département qui a vu disparaître le quart de ses exploitations en dix ans, le nombre d'exploitations agricoles a fortement diminué, passant de 10 en 1988, à 14 en 2000, puis à 10 en 2010.
Le patrimoine architectural de la commune comprend un bâtiment porté à l'inventaire des monuments historiques : la chapelle Saint-Genouph de Selles-Saint-Denis.

## Géographie

### Localisation et communes limitrophes
La commune de Selles-Saint-Denis se trouve à l'est du département de Loir-et-Cher, dans la petite région agricole de la Grande Sologne,. À vol d'oiseau, elle se situe à 50 km  de Blois, préfecture du département, à 13,5 km de Romorantin-Lanthenay, sous-préfecture, et à 10,7 km de Salbris, chef-lieu du canton de la Sologne dont dépend la commune depuis 2015. La commune fait en outre partie du bassin de vie de Salbris.
Les communes les plus proches sont :
La Ferté-Imbault (2,5 km), Loreux (6,9 km), Marcilly-en-Gault (9,4 km), Villeherviers (9,6 km), Salbris (10,7 km), Theillay (12 km), Millançay (13,1 km), Langon (13,4 km) et Romorantin-Lanthenay (13,5 km).
| Loreux                              | Marcilly-en-Gault  | Salbris           |
| Romorantin-Lanthenay, Villeherviers | Selles-Saint-Denis | La Ferté-Imbault  |
| Mennetou-sur-Cher                   | Châtres-sur-Cher   | Theillay, Vierzon |

Commune de Sologne disposant d'un terroir très forestier. Sa mise en valeur agricole passe par l'exploitation du bois, les domaines de chasse et l'élevage.

### Paysages et relief
Dans le cadre de la Convention européenne du paysage, adoptée le 20 octobre 2000 et entrée en vigueur en France le 1er juillet 2006, un atlas des paysages de Loir-et-Cher a été élaboré en 2010 par le CAUE de Loir-et-Cher, en collaboration avec la DIREN Centre (devenue DREAL en 2011), partenaire financier. Les paysages du département s'organisent ainsi en huit grands ensembles et 25 unités de paysage,. La commune fait partie de l'unité de paysage de « la Grande Sologne », dans la Sologne.
À l'échelle régionale, le très important taux de boisement de la Sologne en fait une sorte de gigantesque île de verdure au cœur d'un océan de cultures, entre Beauce et Champagne Berrichonne. La Grande Sologne, localisée au sud-est, entre les vallées de la Loire et du Cher, occupe à elle seule un tiers environ du Loir-et-Cher. Elle déborde ses limites en s'étendant sur le Loiret et le Cher, rejoignant la Forêt d'Orléans au nord-est et couvrant la plus grande partie du coude de la Loire jusqu'aux portes de Bourges, au sud.
L'altitude du territoire communal varie de 89 mètres à 129 mètres,.

### Hydrographie

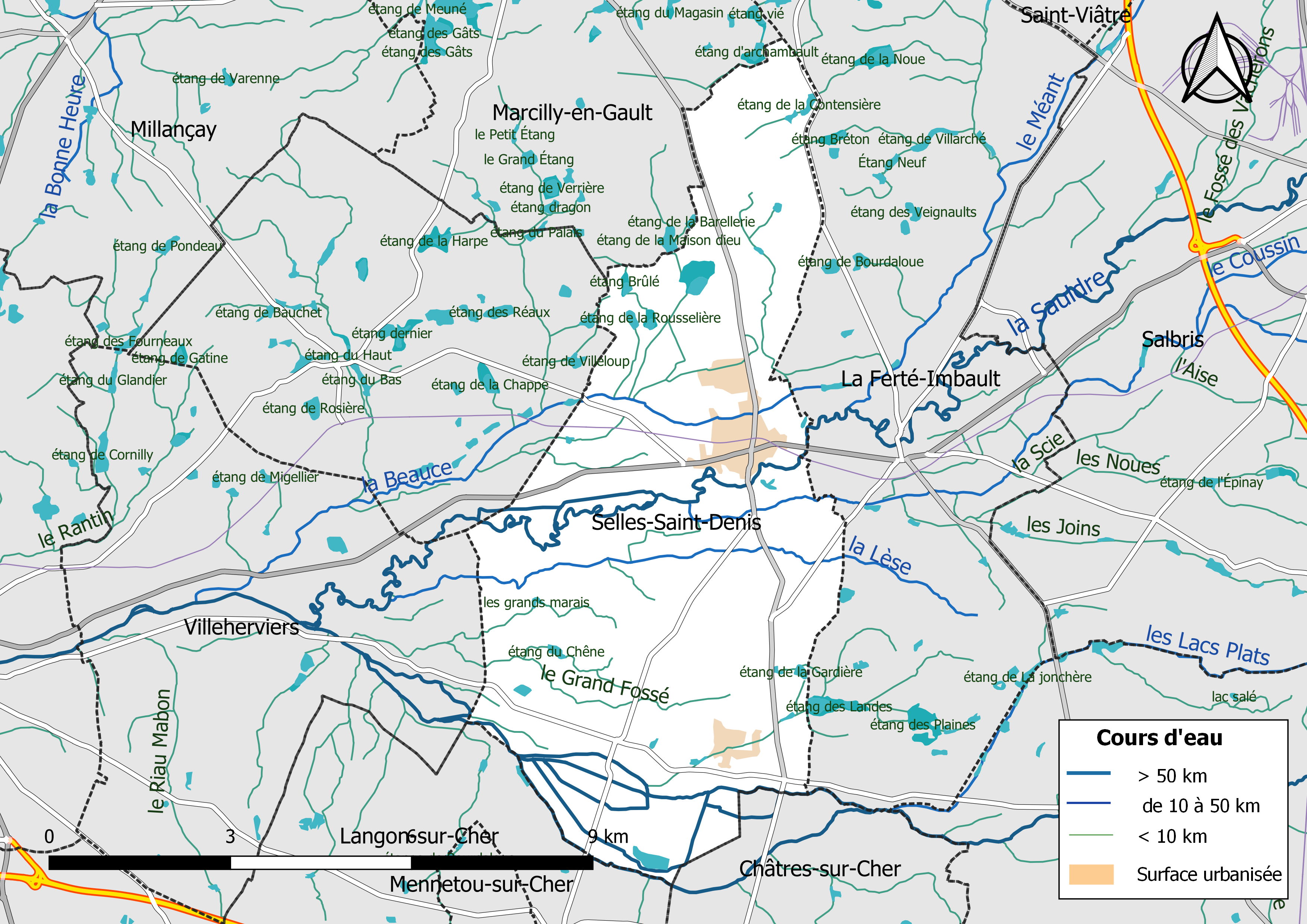
Réseau hydrographique de Selles-Saint-Denis.

La commune est drainée par la Sauldre (9,752 km), la Rère (5,371 km), le Naon (2,754 km), la Beauce (3,808 km) la Lèse (6,608 km) le Grand Fossé et par divers petits cours d'eau, constituant un réseau hydrographique de 81,55 km de longueur totale.
La Sauldre traverse la commune du nord-est vers le sud-ouest. D'une longueur totale de 183,1 km, il prend sa source dans la commune de Humbligny (Cher) et se jette dans le Cher à Selles-sur-Cher (Loir-et-Cher), après avoir traversé 29 communes.
La Rère traverse la commune d'est en ouest. D'une longueur totale de 53,5 km, elle prend sa source dans la commune de Presly (Cher) et se jette dans la Sauldre à Villeherviers (Loir-et-Cher), après avoir traversé 9 communes.
Le Naon traverse la commune d'est en ouest. D'une longueur totale de 33,6 km, il prend sa source dans la commune de Ménétréol-sur-Sauldre (Cher) et se jette dans la Sauldre à Selles-Saint-Denis, après avoir traversé 6 communes.

### Climat
Pour des articles plus généraux, voir Climat du Centre-Val de Loire et Climat de Loir-et-Cher.
En 2010, le climat de la commune est de type climat océanique dégradé des plaines du Centre et du Nord, selon une étude du CNRS s'appuyant sur une série de données couvrant la période 1971-2000. En 2020, Météo-France publie une typologie des climats de la France métropolitaine dans laquelle la commune est exposée à un climat océanique altéré et est dans la région climatique Centre et contreforts nord du Massif Central, caractérisée par un air sec en été et un bon ensoleillement.
Pour la période 1971-2000, la température annuelle moyenne est de 11,1 °C, avec une amplitude thermique annuelle de 15,5 °C. Le cumul annuel moyen de précipitations est de 705 mm, avec 10,5 jours de précipitations en janvier et 6,9 jours en juillet. Pour la période 1991-2020, la température moyenne annuelle observée sur la station météorologique de Météo-France la plus proche, dans la commune de Theillay à 12 km à vol d'oiseau, est de 12,0 °C et le cumul annuel moyen de précipitations est de 810,9 mm,. Pour l'avenir, les paramètres climatiques de la commune estimés pour 2050 selon différents scénarios d'émission de gaz à effet de serre sont consultables sur un site dédié publié par Météo-France en novembre 2022.

## Urbanisme

### Typologie
Au 1er janvier 2024, Selles-Saint-Denis est catégorisée bourg rural, selon la nouvelle grille communale de densité à sept niveaux définie par l'Insee en 2022.
Elle est située hors unité urbaine. Par ailleurs la commune fait partie de l'aire d'attraction de Romorantin-Lanthenay, dont elle est une commune de la couronne,. Cette aire, qui regroupe 29 communes, est catégorisée dans les aires de moins de 50 000 habitants,.

### Occupation des sols
L'occupation des sols est marquée par l'importance des espaces agricoles et naturels (96,8 %). La répartition détaillée ressortant de la base de données européenne d'occupation biophysique des sols Corine Land Cover millésimée 2012 est la suivante :
terres arables (11,6 %),
cultures permanentes (0,6 %),
zones agricoles hétérogènes (15,4 %),
prairies (3,5 %),
forêts (65,2 %),
milieux à végétation arbustive ou herbacée (0,7 %),
zones urbanisées (1 %),
espaces verts artificialisés non agricoles (0,5 %),
zones industrielles et commerciales et réseaux de communication (1,7 %),
eaux continentales (0,5 %).

### Planification
La loi SRU du 13 décembre 2000 a incité fortement les communes à se regrouper au sein d'un établissement public, pour déterminer les partis d'aménagement de l'espace au sein d'un SCoT, un document essentiel d'orientation stratégique des politiques publiques à une grande échelle. La commune est dans le territoire du SCOT de Grande Sologne, prescrit en juillet 2015.
En matière de planification, la commune disposait en 2017 d'un plan local d'urbanisme en révision.

### Habitat et logement
Le tableau ci-dessous présente la typologie des logements à Selles-Saint-Denis en 2016 en comparaison avec celle du Loir-et-Cher et de la France entière. Une caractéristique marquante du parc de logements est ainsi une proportion de résidences secondaires et logements occasionnels (10 %) inférieure à celle du département (18 %) mais supérieure à celle de la France entière (9,6 %). Concernant le statut d'occupation de ces logements, 74,1 % des habitants de la commune sont propriétaires de leur logement (73,2 % en 2011), contre 68,1 % pour le Loir-et-Cher et 57,6 pour la France entière.
|                                                         | Selles-Saint-Denis | Loir-et-Cher | France entière |
| ------------------------------------------------------- | ------------------ | ------------ | -------------- |
| Résidences principales (en %)                           | 80,2               | 74,5         | 82,3           |
| Résidences secondaires et logements occasionnels (en %) | 10,0               | 18           | 9,6            |
| Logements vacants (en %)                                | 9,8                | 7,5          | 8,1            |

### Risques majeurs
Le territoire communal de Selles-Saint-Denis est vulnérable à différents aléas naturels : inondations (par débordement de la Sauldre), climatiques (hiver exceptionnel ou canicule), feux de forêts, mouvements de terrains ou sismique (sismicité très faible)8 avril 20208 avril 2020
Il est également exposé à un risque technologique : le risque industriel,.

#### Risques naturels

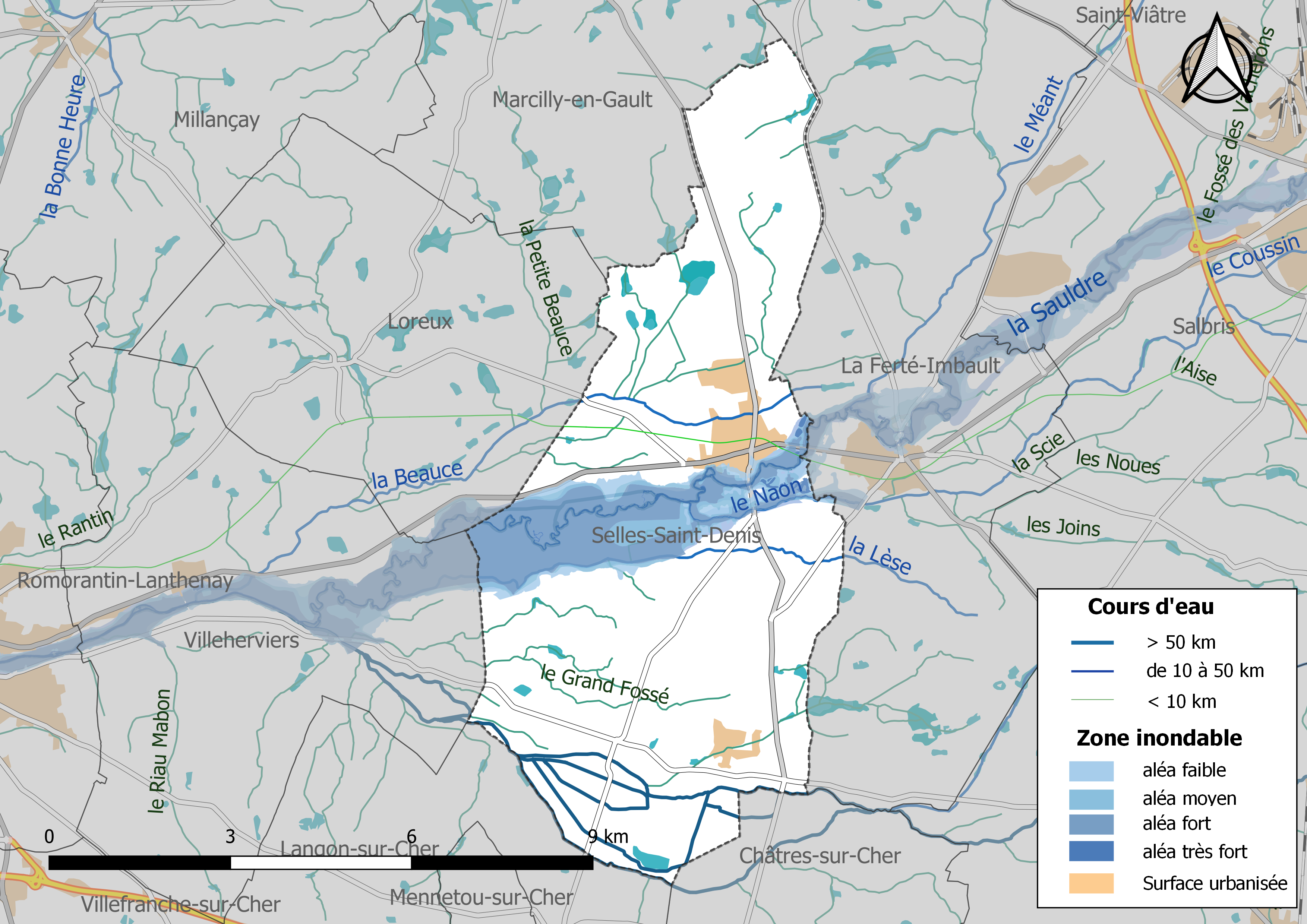
Zones inondables de la commune de Selles-Saint-Denis.

Les mouvements de terrains susceptibles de se produire dans la commune sont liés au retrait-gonflement des argiles. Le phénomène de retrait-gonflement des argiles est la conséquence d'un changement d'humidité des sols argileux. Les argiles sont capables de fixer l'eau disponible mais aussi de la perdre en se rétractant en cas de sécheresse. Ce phénomène peut provoquer des dégâts très importants sur les constructions (fissures, déformations des ouvertures) pouvant rendre inhabitables certains locaux. La carte de zonage de cet aléa peut être consultée sur le site de l'observatoire national des risques naturels Georisques.
Les crues de la Sauldre sont bien moins importantes que celles de la Loire, du Cher ou du Loir mais peuvent causer des dégâts aux enjeux exposés. Les crues historiques sont celles de 1770 (7 victimes) et de 1910 (3,30 m à Romorantin-Lanthenay au Bourgeau). Le débit maximal historique est de 280 m3/s et caractérise une crue de retour centennal. Le risque d'inondation est pris en compte dans l'aménagement du territoire de la commune par le biais du Plan de prévention du risque inondation (PPRI) de la Sauldre.

#### Risques technologiques
Maxam France, société spécialisée dans la fabrication de produits explosifs, est une entreprise de statut Seveso seuil haut. À ce titre, en cas d'accident, elle représente un risque majeur pour l'environnement qui doit être pris en compte dans les documents d'urbanisme. Un Plan de prévention des risques technologiques a été élaboré et approuvé à cet effet.

## Toponymie

### Nom actuel
Le nom de Selles vient du pluriel du bas latin « cella », c’est-à-dire la cellule d’un moine ou d’un ermite. En effet, dès le VIe siècle, se serait installé près des bords de Sauldre un ermite nommé Genou[réf. nécessaire]. Des historiens contestent son existence car certains faits et gestes, attribués aux ermites de cette époque, ont été rédigés à une date incertaine ou très postérieurement aux événements. Cette origine toponymique est similaire à celle identifiée, en Sologne, pour les communes de Selles-sur-Cher et de Cellettes.
La seconde partie du nom de la commune rappelle le saint Denis de Paris, premier évêque de Paris ayant vécu au IIIe siècle, mais fait en réalité référence à un autre Denis ayant aidé l'église du village[réf. nécessaire].

### Évolution du nom de la commune
Au Moyen Âge, le village s'appelait Selles Saint-Genouph et sa paroisse faisait partie de la seigneurie de La Ferté-Imbault. Saint Genouph, dénommé plus fréquemment saint Genou ayant vécu à proximité ; une fontaine, bâtie sur une source, porte encore son nom et fait l'objet d'un pèlerinage à la Pentecôte. Située au centre du bourg, une chapelle, où des peintures médiévales ont été redécouvertes lors d'une restauration, porte également ce nom. Le village a pris ensuite le nom de Saint-Denis, autre saint qui a fourni son aide pour l'église du même nom[réf. nécessaire]. Enfin, le village a pris le nom de Selles-Saint-Denis.
Sous la Révolution, la volonté de déchristianiser la société française requiert un changement du toponyme : par délibération du conseil général de la commune, et en application du décret du 25 vendémiaire an II (16 octobre 1793), la commune nouvellement créée de Selles-Saint-Denis fut temporairement renommée Celles-sur-Sauldre,.
La commune reprit son nom traditionnel à la Restauration.

## Histoire

### Révolution française et Empire

#### Nouvelle organisation territoriale
Le décret de l'Assemblée nationale du 12 novembre 1789 décrète qu'« il y aura une municipalité dans chaque ville, bourg, paroisse ou communauté de campagne », mais ce n'est qu'avec le décret de la Convention nationale du 10 brumaire an II (31 octobre 1793) que la paroisse de Selles-Saint-Denis devient formellement « commune de Selles-Saint-Denis »,.
En 1790, dans le cadre de la création des départements, la municipalité est rattachée au canton de Salbris et au district de Romorantin. Les cantons sont supprimés, en tant que découpage administratif, par une loi du 26 juin 1793, et ne conservent qu'un rôle électoral, permettant l'élection des électeurs du second degré chargés de désigner les députés,. La Constitution du 5 fructidor an III, appliquée à partir de vendémiaire an IV (1795) supprime les districts, considérés comme des rouages administratifs liés à la Terreur, mais maintient les cantons qui acquièrent dès lors plus d'importance en retrouvant une fonction administrative. Enfin, sous le Consulat, un redécoupage territorial visant à réduire le nombre de justices de paix ramène le nombre de cantons en Loir-et-Cher de 33 à 24. Selles-Saint-Denis est alors rattachée au canton de Salbris et à l'arrondissement de Blois par arrêté du 5 vendémiaire an X (26 septembre 1801),,. Cette organisation va rester inchangée pendant près de 150 ans.
La commune voisine de La Ferté-Imbault a perdu son autonomie administrative à la Révolution pour faire partie de Selles-Saint-Denis jusqu'en 1860, puis retrouva son indépendance[réf. souhaitée].

## Politique et administration

### Découpage territorial
La commune de Selles-Saint-Denis est membre de la communauté de communes de la Sologne des Rivières, un établissement public de coopération intercommunale (EPCI) à fiscalité propre créé le 1er janvier 2002.
Elle est rattachée sur le plan administratif à l'arrondissement de Romorantin-Lanthenay, au département de Loir-et-Cher et à la région Centre-Val de Loire, en tant que circonscriptions administratives. Sur le plan électoral, elle est rattachée au canton de la Sologne depuis 2015 pour l'élection des conseillers départementaux et à la deuxième circonscription de Loir-et-Cher pour les élections législatives.

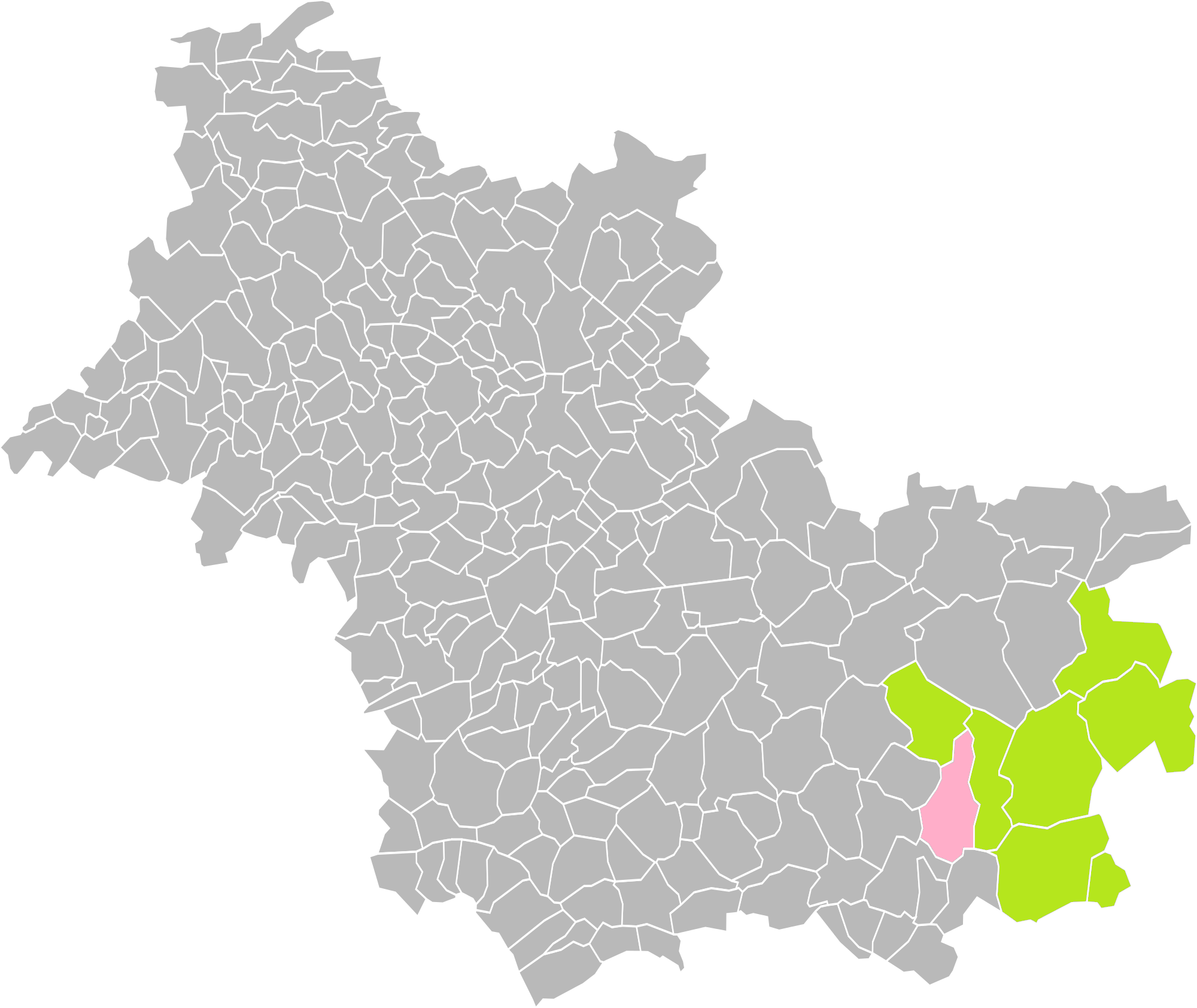
Selles-Saint-Denis dans l'intercommunalité en 2016.
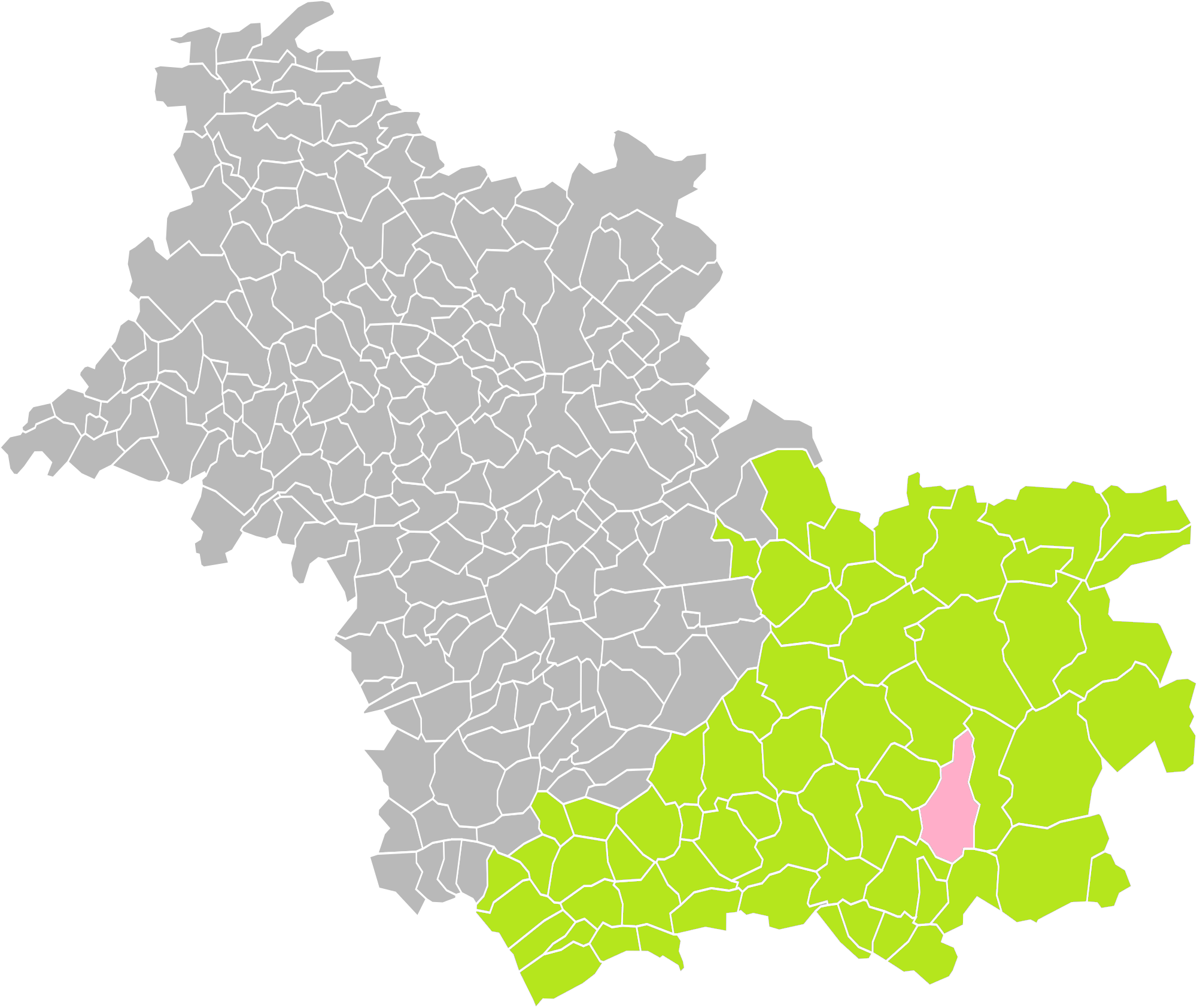
Selles-Saint-Denis dans l'arrondissement de Romorantin-Lanthenay en 2016.
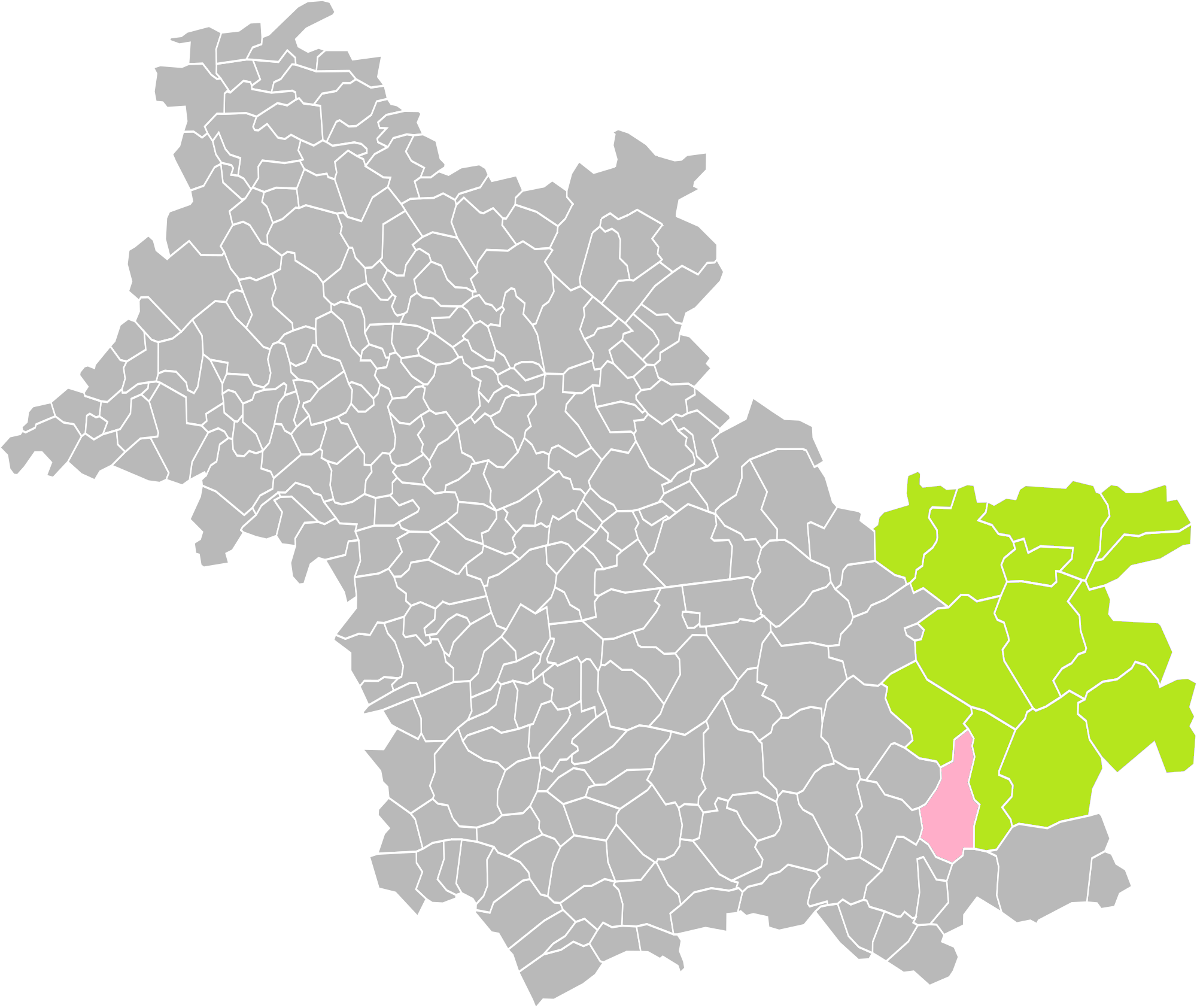
Selles-Saint-Denis dans le canton de la Sologne en 2016.

### Politique et administration municipale

#### Conseil municipal et maire
Le conseil municipal de Selles-Saint-Denis, commune de plus de 1 000 habitants, est élu au scrutin proportionnel plurinominal avec prime majoritaire. Compte tenu de la population communale, le nombre de sièges au conseil municipal est de 15. Le maire, à la fois agent de l'État et exécutif de la commune en tant que collectivité territoriale, est élu par le conseil municipal au scrutin secret lors de la première réunion du conseil suivant les élections municipales, pour un mandat de six ans, c'est-à-dire pour la durée du mandat du conseil.
| Période                                  | Période        | Identité                                                                             | Étiquette | Qualité                                |
| ---------------------------------------- | -------------- | ------------------------------------------------------------------------------------ | --------- | -------------------------------------- |
| Les données manquantes sont à compléter. |                |                                                                                      |           |                                        |
| 1802                                     | 1813           | Louis-Nicolas Dufour                                                                 |           | Notaire                                |
| 1813                                     | 1816           | Charles-Amable Gitton                                                                |           | Aubergiste                             |
| 1816                                     | 1827           | Charles-Joseph Notteghem                                                             |           | Régisseur                              |
| 1827                                     | 1832           | Joseph-Alexandre Marchand                                                            |           | Notaire                                |
| 1832                                     | 1838           | Jean-Edouard Clement-Grancour                                                        |           | Propriétaire                           |
| 1838                                     | 1841           | François-Vincent Clément                                                             |           | Propriétaire                           |
| 1841                                     | 1843           | Pierre-Ursin Hérault                                                                 |           | Marchand épicier                       |
| 1843                                     | juillet 1852   | François-Vincent Clément                                                             |           | Propriétaire                           |
| août 1852                                | 1853           | Auguste Julien                                                                       |           | Agriculteur                            |
| mars 1853                                | 1859           | Claude-René Defosse                                                                  |           | Marchand                               |
| novembre 1859                            | février 1860   | Sulpice-Christophe Audion (adjoint délégué)                                          |           | Boulanger                              |
| février 1860                             | mars 1861      | Joseph Hérault (délégué du Préfet pour faire les fonctions de maire)                 |           | Propriétaire                           |
| mars 1861                                | 1865           | Clément Froment                                                                      |           |                                        |
| 1865                                     | mai 1871       | Henri Reuilly                                                                        |           | Propriétaire                           |
| mai 1871                                 | février 1874   | Camille Audion                                                                       |           | Meunier                                |
| février 1874                             | décembre 1877  | Auguste Julien                                                                       |           | Propriétaire agriculteur               |
| janvier 1878                             | août 1883      | Joseph Hérault                                                                       |           | Propriétaire                           |
| septembre 1883                           | juin 1894      | Jules Chêneau (adjoint, faisant fonction de maire par intérim, puis maire en titre)  |           | Charpentier                            |
| juin 1894                                | septembre 1894 | Adam Courtin (adjoint, faisant fonction de maire par intérim)                        |           | Tisserand                              |
| septembre 1894                           | mai 1900       | Silvain Baron                                                                        |           | Cultivateur                            |
| mai 1900                                 | 1904           | Louis Goury du Roslan                                                                |           | Ingénieur des Ponts-et-chaussées       |
| 1904                                     | 1908           | Silvain Baron                                                                        |           | Cultivateur                            |
| 1908                                     | 1912           | Louis Goury du Roslan                                                                |           | Ingénieur des Ponts-et-chaussées       |
| 1912                                     | 1919           | Eugène Macé                                                                          |           |                                        |
| 1919                                     | 1924           | René Lignou                                                                          |           |                                        |
| 1924                                     | 1929           | Joseph Lombard                                                                       |           | Cultivateur                            |
| 1929                                     | 1940           | Célian Goury du Roslan                                                               |           | Conseiller général                     |
| 1940                                     | 1947           | Gabriel Soubrat                                                                      |           | Cultivateur                            |
| 1948                                     | 1971           | Roger Goury du Roslan                                                                |           | Administrateur de société              |
| 1971                                     | mars 1977      | Camille Turpin                                                                       |           | Garagiste                              |
| mars 1977                                | mars 2001      | Michel Leroux                                                                        | UDF       | Conseiller général (1998-2012)         |
| mars 2001                                | mars 2008      | Jean-Michel Genest                                                                   |           | Ingénieur                              |
| mars 2008                                | décembre 2019  | Pierre Maurice                                                                       |           | Cadre retraité de la fonction publique |
| décembre 2019                            | mai 2020       | Corinne Pénicaud-Nevander (première adjointe, faisant fonction de maire par intérim) |           | Enseignante                            |
| mai 2020                                 | En cours       | Stéphane Leroy                                                                       |           | Cadre de la fonction publique          |

## Équipements et services

### Eau et assainissement
L'organisation de la distribution de l'eau potable, de la collecte et du traitement des eaux usées et pluviales relève des communes. La compétence eau et assainissement des communes est un service public industriel et commercial (SPIC).

#### Alimentation en eau potable
Le service d'eau potable comporte trois grandes étapes : le captage, la potabilisation et la distribution d'une eau potable conforme aux normes de qualité fixées pour protéger la santé humaine. En 2019, la commune est membre du syndicat intercommunal d'adduction d'eau potable et d'assainissement de Selles-Saint-Denis qui assure le service en le délégant à une entreprise privée, Veolia dont le contrat arrive à échéance le 31 décembre 2033.

#### Assainissement des eaux usées
En 2019, la gestion du service d'assainissement collectif de la commune de Selles-Saint-Denis est assurée par le syndicat intercommunal d'adduction d'eau potable et d'assainissement de Selles-Saint-Denis. Cet établissement public a délégué le service à une entreprise privée, Veolia, dont le contrat arrive à échéance le 31 décembre 2033.
Une station de traitement des eaux usées est en service au 1er janvier 2019 sur le territoire communal :
« La Ferte Imbault », un équipement utilisant la technique du lagunage naturel, dont la capacité est de 2 700 EH, mis en service le 1er décembre 1989.
L'assainissement non collectif (ANC) désigne les installations individuelles de traitement des eaux domestiques qui ne sont pas desservies par un réseau public de collecte des eaux usées et qui doivent en conséquence traiter elles-mêmes leurs eaux usées avant de les rejeter dans le milieu naturel. La communauté de communes La Sologne des rivières assure pour le compte de la commune le service public d'assainissement non collectif (SPANC), qui a pour mission de vérifier la bonne exécution des travaux de réalisation et de réhabilitation, ainsi que le bon fonctionnement et l'entretien des installations.

### Sécurité, justice et secours
La sécurité de la commune est assurée par la brigade de gendarmerie de Salbris qui dépend du groupement de gendarmerie départementale de Loir-et-Cher installé à Blois.
En matière de justice, Selles-Saint-Denis relève du conseil de prud'hommes de Blois, de la Cour d'appel d'Orléans (juridiction de Blois), de la Cour d'assises de Loir-et-Cher, du tribunal administratif de Blois, du tribunal de commerce de Blois et du tribunal judiciaire de Blois.

## Population et société

### Démographie

#### Évolution démographique
L'évolution du nombre d'habitants est connue à travers les recensements de la population effectués dans la commune depuis 1793. Pour les communes de moins de 10 000 habitants, une enquête de recensement portant sur toute la population est réalisée tous les cinq ans, les populations de référence des années intermédiaires étant quant à elles estimées par interpolation ou extrapolation. Pour la commune, le premier recensement exhaustif entrant dans le cadre du nouveau dispositif a été réalisé en 2006.

En 2022, la commune comptait 1 340 habitants, en stagnation par rapport à 2016 (Loir-et-Cher : −1,15 %, France hors Mayotte : +2,11 %).
| 1793  | 1800  | 1806  | 1821  | 1831  | 1836  | 1841  | 1846  | 1851  |
| ----- | ----- | ----- | ----- | ----- | ----- | ----- | ----- | ----- |
| 1 640 | 1 711 | 1 656 | 1 737 | 1 868 | 2 032 | 1 928 | 1 979 | 1 954 |

| 1856  | 1861  | 1866  | 1872  | 1876  | 1881  | 1886  | 1891  | 1896  |
| ----- | ----- | ----- | ----- | ----- | ----- | ----- | ----- | ----- |
| 2 049 | 1 113 | 1 165 | 1 211 | 1 219 | 1 320 | 1 284 | 1 214 | 1 209 |

| 1901  | 1906  | 1911  | 1921  | 1926  | 1931  | 1936  | 1946  | 1954  |
| ----- | ----- | ----- | ----- | ----- | ----- | ----- | ----- | ----- |
| 1 245 | 1 234 | 1 224 | 1 237 | 1 141 | 1 087 | 1 162 | 1 182 | 1 062 |

| 1962  | 1968  | 1975  | 1982  | 1990  | 1999  | 2006  | 2011  | 2016  |
| ----- | ----- | ----- | ----- | ----- | ----- | ----- | ----- | ----- |
| 1 014 | 1 024 | 1 071 | 1 172 | 1 199 | 1 193 | 1 205 | 1 256 | 1 340 |

| 2021  | 2022  | - | - | - | - | - | - | - |
| ----- | ----- | - | - | - | - | - | - | - |
| 1 341 | 1 340 | - | - | - | - | - | - | - |

#### Pyramide des âges
La population de la commune est relativement âgée.
En 2018, le taux de personnes d'un âge inférieur à 30 ans s'élève à 26,3 %, soit en dessous de la moyenne départementale (31,3 %). À l'inverse, le taux de personnes d'âge supérieur à 60 ans est de 38,7 % la même année, alors qu'il est de 31,6 % au niveau départemental.
En 2018, la commune comptait 648 hommes pour 690 femmes, soit un taux de 51,57 % de femmes, légèrement supérieur au taux départemental (51,45 %).
Les pyramides des âges de la commune et du département s'établissent comme suit.
| Hommes | Classe d’âge | Femmes |
| ------ | ------------ | ------ |
| 1,9    | 90 ou +      | 3,6    |
| 10,8   | 75-89 ans    | 14,4   |
| 22,7   | 60-74 ans    | 23,8   |
| 18,8   | 45-59 ans    | 20,0   |
| 16,6   | 30-44 ans    | 14,7   |
| 12,0   | 15-29 ans    | 11,4   |
| 17,2   | 0-14 ans     | 12,1   |

| Hommes | Classe d’âge | Femmes |
| ------ | ------------ | ------ |
| 1,1    | 90 ou +      | 2,6    |
| 9,2    | 75-89 ans    | 11,9   |
| 19,7   | 60-74 ans    | 20,4   |
| 20,7   | 45-59 ans    | 20     |
| 16,5   | 30-44 ans    | 16,2   |
| 15,2   | 15-29 ans    | 13,2   |
| 17,6   | 0-14 ans     | 15,7   |

### Enseignement
Selles-Saint-Denis est située dans l'académie d'Orléans-Tours. La commune dispose d'une école élémentaire publique.

### Sports
La commune dispose d'un stade.

## Économie

### Secteurs d'activité
Le tableau ci-dessous détaille le nombre d'entreprises implantées à Selles-Saint-Denis selon leur secteur d'activité et le nombre de leurs salariés :
|                                                              | total | % com (% dep) | 0 salarié | 1 à 9 salarié(s) | 10 à 19 salariés | 20 à 49 salariés | 50 salariés ou plus |
| ------------------------------------------------------------ | ----- | ------------- | --------- | ---------------- | ---------------- | ---------------- | ------------------- |
| Ensemble                                                     | 87    | 100,0 (100)   | 52        | 30               | 2                | 2                | 1                   |
| Agriculture, sylviculture et pêche                           | 10    | 11,5 (11,8)   | 6         | 4                | 0                | 0                | 0                   |
| Industrie                                                    | 7     | 8,0 (6,5)     | 1         | 3                | 1                | 1                | 1                   |
| Construction                                                 | 12    | 13,8 (10,3)   | 8         | 4                | 0                | 0                | 0                   |
| Commerce, transports, services divers                        | 49    | 56,3 (57,9)   | 33        | 16               | 0                | 0                | 0                   |
| dont commerce et réparation automobile                       | 15    | 17,2 (17,5)   | 10        | 5                | 0                | 0                | 0                   |
| Administration publique, enseignement, santé, action sociale | 9     | 10,3 (13,5)   | 4         | 3                | 1                | 1                | 0                   |
| Champ : ensemble des activités.                              |       |               |           |                  |                  |                  |                     |

Le secteur du commerce, transports et services divers est prépondérant dans la commune (49 entreprises sur 87).
Sur les 87 entreprises implantées à Selles-Saint-Denis en 2016, 52 ne font appel à aucun salarié, 30 comptent 1 à 9 salariés, 2 emploient entre 10 et 19 personnes.2 emploient entre 20 et 49 personnes.
Au 1er juillet 2017, la commune est classée en zone de revitalisation rurale (ZRR), un dispositif visant à aider le développement des territoires ruraux principalement à travers des mesures fiscales et sociales. Des mesures spécifiques en faveur du développement économique s'y appliquent également.
- L'auberge du Cheval Blanc, hôtel et restaurant gastronomique recommandé par plusieurs guides.
- Chèvrerie Malfilatre.
- Usine MBDA de fabrications de missiles s'étendant sur 270 hectares et comptant 200 salariés en 2008. Un millier d'engins sont construits par an sur ce site[82].
- Jardin d'entreprises.
- Un artisan fabricant de girouettes.

### Agriculture
En 2010, l'orientation technico-économique de l'agriculture dans la commune est la polyculture et le polyélevage. Le département a perdu près d'un quart de ses exploitations en 10 ans, entre 2000 et 2010 (c'est le département de la région Centre-Val de Loire qui en compte le moins). Cette tendance se retrouve également au niveau de la commune où le nombre d'exploitations est passé de 28 en 1988 à 14 en 2000 puis à 10 en 2010. Parallèlement, la taille de ces exploitations augmente, passant de 34 ha en 1988 à 62 ha en 2010.
Le tableau ci-dessous présente les principales caractéristiques des exploitations agricoles de Selles-Saint-Denis, observées sur une période de 22 ans :
|                                      | 1988                 | 2000                 | 2010                 |
| Dimension économique                 | Dimension économique | Dimension économique | Dimension économique |
| ------------------------------------ | -------------------- | -------------------- | -------------------- |
| Nombre d'exploitations (u)           | 28                   | 14                   | 10                   |
| Travail (UTA)                        | 34                   | 32                   | 14                   |
| Surface agricole utilisée (ha)       | 940                  | 775                  | 621                  |
| Cultures                             |                      |                      |                      |
| Terres labourables (ha)              | 776                  | 668                  | 529                  |
| Céréales (ha)                        | 317                  | 322                  | 308                  |
| dont blé tendre (ha)                 | 21                   | s                    | s                    |
| dont maïs-grain et maïs-semence (ha) | 154                  | 130                  | 134                  |
| Tournesol (ha)                       | 30                   | s                    | s                    |
| Colza et navette (ha)                | 0                    |                      |                      |
| Élevage                              |                      |                      |                      |
| Cheptel (UGBTA)                      | 377                  | 409                  | 255                  |

#### Produits labellisés
Le territoire de la commune est intégré aux aires de productions de divers produits bénéficiant d'une indication géographique protégée (IGP) : le vin Val-de-loire, les volailles de l’Orléanais et les volailles du Berry,.

## Culture locale et patrimoine

### Lieux et monuments

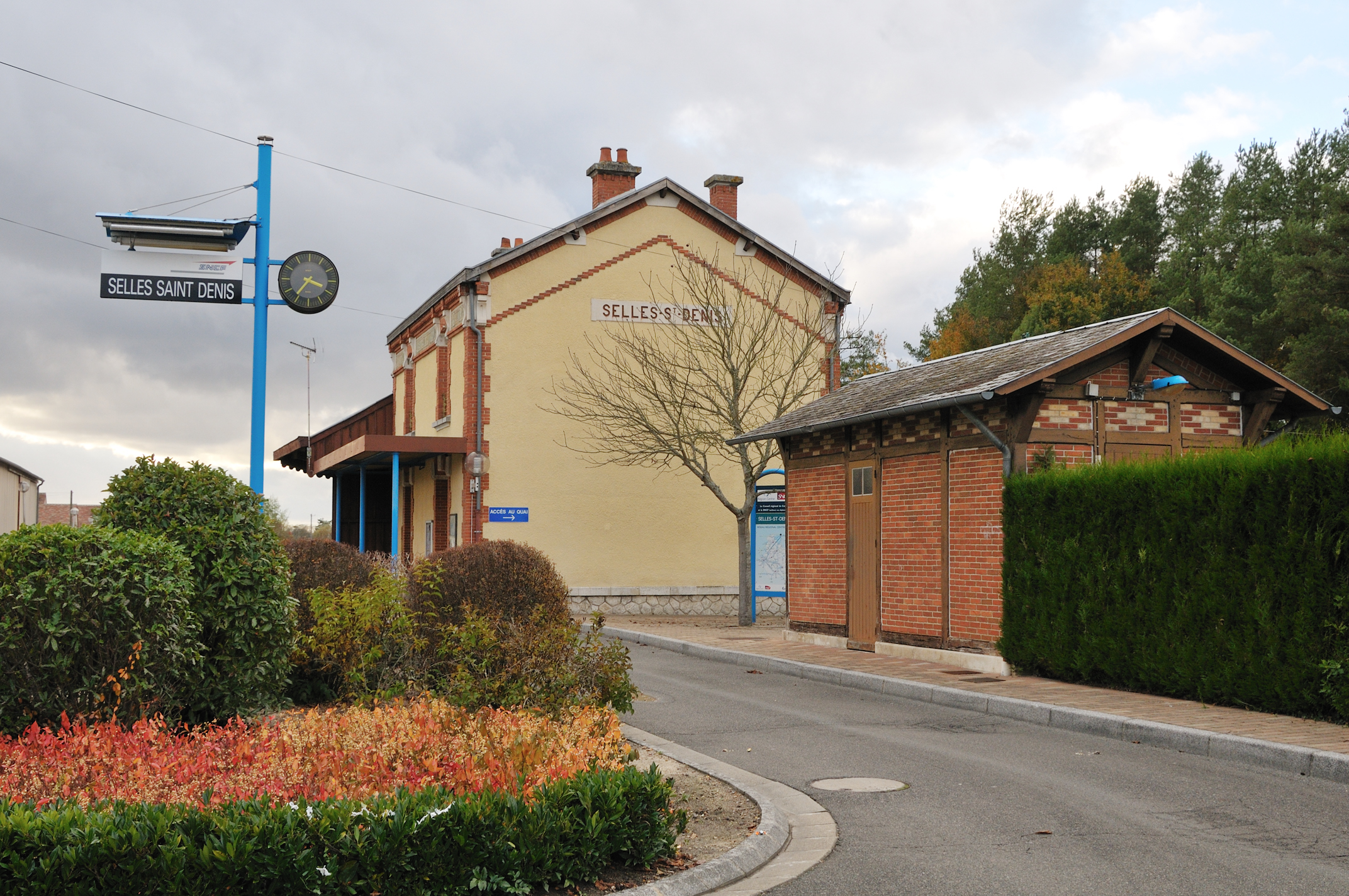
La gare de Selles-Saint-Denis.

La chapelle dédiée à saint Genou, édifice du XVe siècle classé monument historique en 1872.